# Satellitnavigation

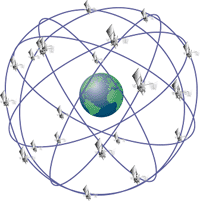
Konfiguration av satelliter i det amerikanska GPS-systemet, det mest utnyttjade systemet för satellitnavigation.

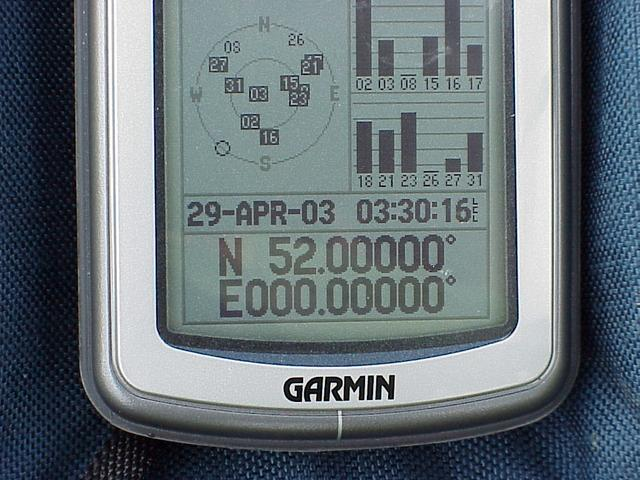
Exempel på en GNSS-mottagare. Mottagaren anger vilka satelliter den är i kontakt med, och sin position.

Satellitnavigation (även satellitnavigering, förkortat GNSS, av Global Navigation Satellite System) är ett samlingsbegrepp för en grupp världstäckande navigationssystem som utnyttjar signaler från en konstellation av satelliter och pseudosatelliter för att möjliggöra positionsinmätning för en mottagare. Det amerikanska GPS är det mest kända av dessa system, men därutöver finns det ryska GLONASS, det kinesiska Beidou och det nyutvecklade europeiska Galileo, som ska vara fullt utbyggt 2020.
Via tjänster såsom Google Maps kan satellitnavigering användas för att ta fram den kortaste eller snabbaste rutten från en punkt till en annan. I bakgrunden används bland annat Dijkstras algoritm.

## Teknik

### Översikt
Tekniken som utnyttjas av satellitnavigationssystem bygger på att mottagaren tar emot kodade radiosignaler från flera satelliter samtidigt. Satelliterna befinner sig i så kallad MEO-bana, Medium Earth Orbit, på cirka 20 000 km höjd. Signalerna används för att bestämma mottagarens avstånd från de olika satelliterna, samtidigt som mottagaren tar emot information om satelliternas position. Normalt krävs att signaler från minst fyra satelliter i samma system når mottagaren samtidigt, för att det ska bli möjligt att lösa en ekvation med fyra variabler: latitud, longitud, altitud och tid. I normalfallet når signaler från sex till tolv satelliter (i samma system) mottagaren samtidigt, vilket innebär att redundansen med avseende på tillgänglighet är hög. På grund av naturliga begränsningar i styrkan på mottagna signaler från satelliternas sändare fungerar dessa system bara under förhållanden där mottagaren har fri radiosikt till satelliterna, det vill säga huvudsakligen utomhus.

### Hjälpsystem
Satellite Based Augmentation Systems är regionala hjälpsystem som mäter små avvikelser i synkroniseringen och tillför korrektionsdata för en noggrannare positionering.

### Begrepp
- Enkeldifferens – differensen mellan samtidiga fasmätningar mot en satellit från två olika stationer. Med detta kan satellitens klockfel elimineras och banfelens och atmosfärens inverkan reduceras.
- Dubbeldifferens – differensen mellan två enkeldifferenser relaterade till två olika satelliter vid samma epok. Med detta kan både mottagarens och satellitens klockfel elimineras, och banfelens och atmosfärens inverkan reduceras.
- Trippeldifferens – differensen mellan dubbeldifferenser vid två epoker. Med detta elimineras det obekanta antalet våglängder och kan därför användas till exempel för sökning av periodbortfall.
- Klockfel eller klockavvikelse – hos satelliter skillnad mellan tidsangivelse hos satellitens klocka och tidsangivelse hos en referens. Relativistiskt klockfel är inom satellitnavigation ett klockfel som beror på relativistiska effekter, det vill säga orsakas av skillnad i gravitationspotential och hastighet mellan satellit och mottagare.
- Integrerad dopplerräkning – skillnaden mellan antalet mottagna perioder och antalet perioder som genererats från en konstant frekvens under ett tidsintervall. Integrerad dopplerräkning använd(e)s speciellt i Transit-systemet.

## Användning
Systemen för satellitnavigation togs ursprungligen fram för militära tillämpningar, så att fartyg, flygplan och kryssningsrobotar kunde bestämma sin position oavsett var på jorden de befann sig. Därefter följde civila tillämpningar inom navigation för sjöfart och flygtrafik.
Senare[när?] har olika tillämpningar på land tillkommit, för fordon, inom byggnation och för enskilda personer, vilket har lett till en kraftig ökning av antalet användare av GNSS-system.
Med geopositionerad digital skyltning menas reklam via elektroniska skärmar på rörliga objekt som taxibilar, bussar eller andra fordon, och är en form av digital skyltning där reklamen varierar med geografisk position.

## Globala navigationssystem

### Jämförelse mellan system
| System                | GPS                                            | GLONASS                                                                                             | Galileo                                                                        | BeiDou                                                                  | IRNSS                                 |
| --------------------- | ---------------------------------------------- | --------------------------------------------------------------------------------------------------- | ------------------------------------------------------------------------------ | ----------------------------------------------------------------------- | ------------------------------------- |
| Ägare                 | USA                                            | Ryssland                                                                                            | Europeiska unionen                                                             | Kina                                                                    | Indien                                |
| Kanalåtkomstmetod     | CDMA                                           | FDMA                                                                                                | CDMA                                                                           | CDMA                                                                    | CDMA                                  |
| Banhöjd               | 20 180 km                                      | 19 130 km                                                                                           | 23 222 km                                                                      | 21 150 km                                                               | 36 000 km                             |
| Period                | 11,97 h (11 h och 58 min)                      | 11,26 h (11 h och 16 min)                                                                           | 14,08 h (14 h och 5 min)                                                       | 12,63 h (12 h och 38 min)                                               | 23,93 h (23 h och 56 min)             |
| Varv per siderisk dag | 2                                              | 17/8                                                                                                | 17/10                                                                          | 17/9                                                                    | 1                                     |
| Antal satelliter      | 31 (minst 24 enligt plan)                      | 28 (minst 24 enligt plan) varav: 24 operativa 2 under kontroll av huvudentreprenör 2 i flygtestsfas | 26 i bana varav 24 aktiva 6 återstår att skjutas upp                           | 5 geostationära 30 i mediumbana                                         | 3 geostationära 4 geosynkrona         |
| Frekvens              | 1,57542 GHz (L1-signal) 1,2276 GHz (L2-signal) | ≈ 1,602 GHz (SP) ≈ 1,246 GHz (SP)                                                                   | 1,164–1,215 GHz (E5a och E5b) 1,260–1,300 GHz (E6) 1,559–1,592 GHz (E2-L1-E11) | 1,561098 GHz (B1) 1,589742 GHz (B1-2) 1,20714 GHz (B2) 1,26852 GHz (B3) | 1,17645 GHz (L5) 2,492028 GHz (S1)    |
| Status                | I drift                                        | I drift                                                                                             | I drift                                                                        | 15 i drift 20 extra satelliter planerade                                | 6 satelliter i drift 1 delvis i drift |

## Historik

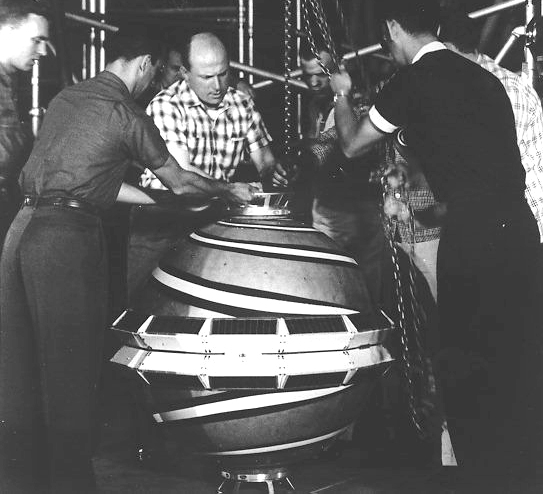
Prototyp till Transit-1-satelliten.

Uppskjutningen av den sovjetiska satelliten Sputnik 1957 ledde snabbt till idén att utnyttja satelliter för positionsbestämning. Det amerikanska Transit var det första systemet för satellitnavigation som togs i drift. De första försöken genomfördes 1960, och det togs i bruk inom amerikanska flottan 1964.
Det första moderna satellitnavigationssystemet som gjorde noggrannare positionsmätning möjlig var det amerikanska GPS. Arbetet påbörjades av det amerikanska försvaret 1973, inledningsvis under beteckningen Navstar. Den första experimentella satelliten sköts upp 1978, och den första moderna Block II-satelliten sköts upp 1989, och 1993 nådde GPS inledande operativ status.
Ryska GLONASS förklarades operativt 1996, men har inte kontinuerligt haft en fullständig konstellation av satelliter.
Satellitnavigeringssystem, framför allt GPS, har från 1990-talet tagit över den roll som de tidigare systemen för radionavigation fyllde från 1940-talet, system som LORAN, Decca, instrumentlandningssystemet ILS och mikrovågslandningssystem (MLS).